# Голдхап (лагерь беженцев)
Голдхап (непальск. गोलधाप शरणार्थी शिविर) — лагерь беженцев из Бутана, расположенный в районе посёлка Санисчэйр, округа Коси в Непале. В 2011 году там проживало всего 4600 беженцев из Бутана. Из-за малочисленность этого лагеря, УВКБ ООН планирует объединить Голдхап с близлежащими лагерями беженцев Белданги (англ. Beldangi refugee camps).

## Описание

### Число жителей и расположение
Голдхап самый маленький из семи лагерей беженцев из Бутана в Непале. В 2002 году в лагере было около 9000 человек, к 2011 году благодаря переселению этих беженцев в другие страны их количество упало до 4600 человек.
Лагерь окружен реками с трех сторон и небольшим ручем с четвёртой стороны. На востоке, есть большой лес. На западе, севере и юге есть ещё один лес и деревни. Город Биртамод расположен в нескольких километрах от лагеря, а также недалеко находится аэропорт Чандрагадхи.

### Политический и Религиозный состав
Беженцы из Бутана расселившись в разных лагерях беженцев продолжают вести активную политическую деятельность, политически активные люди создали много политических организаций.
Большинство бенинцев обитающих в этом лагере индуисты, а остальные буддисты, есть немного христиан. Причем христианство большинство из них приняли уже находясь в этом лагере.

### Образование
Школа английского языка «Цветущий Лотос» принимает учеников класс 6 до 10 (обычно 7-10), сосредоточив внимание на подготовке к колледжу. Некоторые студенты возвращаются в лагерь чтобы учить следующее поколение и занимают в лагере важные позиции. В религиозной школе Патшала занимаются изучением религиозных книг, обучение включает Гита и Вишну Сахасранама.
Институт изобразительного искусства и коммерческого искусства (ИФАСА-Бутан) учит изобразительному искусству и специализируется на оказании помощи молодым детям-беженцам, чтобы они могли выразить свои чувства и плавно войти в свою новую жизнь. Этот институт работает в течение многих лет для повышения осведомленности о проблемах беженцев из Бутана: в отношении здоровья, оздоровления окружающей среды, образования, прав человека, прав женщин, прав детей, борьбы с пожарами и птичьим гриппом. Этот институт работают в координации с различными учреждениями ООН, непальским правительством, местными организациями и частными лицами в лагере. Институт занимается изготовлением плакатов, баннеров, брошюр, информационных досок и информационных выставок рассказывающих об беженцах из Бутана и проблематикой связанной с ними, а также о других глобальных проблемах. В дополнение к пропагандистской деятельности, этот институт выпустил для Непала сотни дипломированных специалистов беженцев из Бутана.

## Пожары
1 марта 2008 года пожар уничтожил около 1000 хижин беженцев.
23 марта 2008 года большой пожар уничтожил большую часть лагеря беженцев Голдхап, в результате чего 3790 беженцев остались без крова. В тот же день пожар в находящемся рядом лагере беженцев из Бутана Санисчэйр, сгорело 1200 жилых помещений.
В конце марта 2011 года пожары в лагерях беженцев Голдхап и Санисчэйр вновь уничтожили около 1200 построек.